# 대한민국의 특허청장
특허청장(特許廳長)은 특허청을 대표하는 직위로, 차관급 정무직공무원으로 보한다.

## 임명
- 특허청장은 대통령이 임명한다.

## 역할
- 각 행정기관의 장은 소관사무를 통할하고 소속공무원을 지휘·감독한다.
- 특허청장은 특허·실용신안·디자인 및 상표에 관한 사무와 이에 대한 심사·심판사무를 관장한다.

## 역대 청장

### 상공부 특허국장
| 정부      | 대수           | 이름                            | 임기                             | 비고 |
| --------- | -------------- | ------------------------------- | -------------------------------- | ---- |
| 제1공화국 | 초대           | 이채오(李彩五)                  | 1949년~1952년                    |      |
| 제1공화국 | 2대            | 주이회(朱利會)                  | 1952년 5월 30일~1954년           |      |
| 제1공화국 | 3대            | 이웅세(李雄世)                  | 1954년 11월 11일~1956년          |      |
| 제1공화국 | 4대            | 이윤모(允模氏)                  | 1956년 11월 1일~1959년 2월 15일  |      |
| 제1공화국 | 5대            | 김서일(金瑞一)                  | 1959년 2월 15일~1960년 11월 12일 |      |
| 제2공화국 | 6대            | 이송현(李松賢)                  | 1960년 11월 17일~1961년 3월 11일 |      |
| 제2공화국 | 7대            | 이기현(李基顯)                  | 1961년 9월 5일~1963년 12월 26일  |      |
| 제3공화국 | 8대            | 서동운(徐同運)                  | 1964년 3월 2일~1965년 3월 29일   |      |
| 제3공화국 | 9대            | 전준항(田畯恒)                  | 1965년 3월 29일~1969년 2월 22일  |      |
| 제3공화국 | 10대           | 이준구(李準九)                  | 1969년 2월 22일~1970년 8월 13일  |      |
| 제3공화국 | 11대           | 이상섭(李相燮)                  | 1970년 8월 13일~1972년 2월 22일  |      |
| 제3공화국 | 12대           | 문기상(文基祥)                  | 1972년 2월 22일~1976년 2월 24일  |      |
| 제4공화국 | 12대           | 문기상(文基祥)                  | 1972년 2월 22일~1976년 2월 24일  |      |
| 13대      | 안영철(安永哲) | 1976년 2월 24일~1977년 3월 11일 |                                  |      |

### 특허청장
| 정부        | 대수           | 이름                              | 임기                              | 비고     |
| ----------- | -------------- | --------------------------------- | --------------------------------- | -------- |
| 제4공화국   | 초대           | 배상욱(裵相稶)                    | 1977년 3월 12일~1977년 12월 23일  |          |
| 제4공화국   | 2대            | 안영철(安永哲)                    | 1977년 12월 24일~1978년 12월 30일 |          |
| 제4공화국   | 3대            | 이상섭(李相燮)                    | 1978년 12월 31일~1982년 12월 17일 |          |
| 제5공화국   | 3대            | 이상섭(李相燮)                    | 1978년 12월 31일~1982년 12월 17일 |          |
| 4대         | 홍성좌(洪性佐) | 1982년 12월 18일~1985년 10월 19일 |                                   |          |
| 5대         | 차수명(車秀明) | 1985년 10월 19일~1988년 3월 4일   |                                   |          |
| 노태우 정부 | 6대            | 박홍식(朴弘植)                    | 1988년 3월 5일~1990년 3월 19일    |          |
| 노태우 정부 | 7대            | 김철수(金喆壽)                    | 1990년 3월 20일~1991년 9월 18일   |          |
| 노태우 정부 | 8대            | 김태준(金泰俊)                    | 1991년 9월 19일~1993년 3월 3일    |          |
| 김영삼 정부 | 9대            | 안광구(安光叴)                    | 1993년 3월 4일~1995년 12월 25일   |          |
| 김영삼 정부 | 10대           | 정해주(鄭海週)                    | 1995년 12월 26일~1996년 12월 23일 |          |
| 김영삼 정부 | 11대           | 한덕수(韓悳洙)                    | 1996년 12월 24일~1997년 3월 6일   |          |
| 김영삼 정부 | 12대           | 최홍건(崔弘健)                    | 1997년 3월 7일~1998년 3월 8일     |          |
| 김대중 정부 | 13대           | 김수동(金守東)                    | 1998년 3월 9일~1999년 5월 26일    |          |
| 김대중 정부 | 14대           | 오강현(吳剛鉉)                    | 1999년 5월 26일~2000년 8월 11일   |          |
| 김대중 정부 | 15대           | 임내규(林來圭)                    | 2000년 8월 12일~2002년 2월 4일    |          |
| 김대중 정부 | 16대           | 김광림(金光琳)                    | 2002년 2월 5일~2003년 3월 3일     |          |
| 노무현 정부 | 17대           | 하동만(河東萬)                    | 2003년 3월 4일~2004년 8월 31일    |          |
| 노무현 정부 | 18대           | 김종갑(金鍾甲)                    | 2004년 9월 1일~2006년 1월 31일    |          |
| 노무현 정부 | 19대           | 전상우(全湘雨)                    | 2006년 2월 1일~2008년 4월 30일    |          |
| 이명박 정부 | 20대           | 고정식(高廷植)                    | 2008년 5월 1일~2010년 4월 30일    |          |
| 이명박 정부 | 21대           | 이수원(李秀元)                    | 2010년 5월 1일~2012년 4월 26일    |          |
| 이명박 정부 | 22대           | 김호원(金昊源)                    | 2012년 4월 26일~2013년 3월 17일   |          |
| 박근혜 정부 | 23대           | 김영민(金榮敏)                    | 2013년 3월 18일~2015년 3월 17일   |          |
| 박근혜 정부 | -              | 이준석(李焌碩)                    | 2015년 3월 18일~2015년 5월 11일   | 직무대행 |
| 박근혜 정부 | 24대           | 최동규(崔東圭)                    | 2015년 5월 12일~2017년 5월 12일   |          |
| 문재인 정부 | -              | 이영대(李永大)                    | 2017년 5월 13일~2017년 7월 26일   | 직무대행 |
| 문재인 정부 | 25대           | 성윤모(成允模)                    | 2017년 7월 27일~2018년 9월 21일   |          |
| 문재인 정부 | -              | 김태만(金泰晩)                    | 2018년 9월 22일~2018년 9월 27일   | 직무대행 |
| 문재인 정부 | 26대           | 박원주(朴原住)                    | 2018년 9월 28일~2020년 8월 14일   |          |
| 문재인 정부 | 27대           | 김용래(金龍來)                    | 2020년 8월 18일~2022년 5월 30일   |          |
| 윤석열 정부 | 28대           | 이인실(李仁實)                    | 2022년 5월 30일~2024년 1월 10일   |          |
| 윤석열 정부 | -              | 김시형(金是亨)                    | 2024년 1월 10일~2024년 6월 23일   | 직무대행 |
| 윤석열 정부 | 29대           | 김완기(金完基)                    | 2024년 6월 24일~                  |          |

## 논란

### 인사 갈등
특허청장 자리는 원래 지식경제부(전신인 산업자원부와 통상산업부 포함) 출신이 역임해왔지만 내부 인사 적체를 앓고 있던 기획재정부(전신인 재정경제부 포함) 출신 공무원들이 임명되기 시작하면서 특허청장 자리를 둘러싸고 양 부처간의 갈등이 있어 왔다.

## 같이 보기
- 특허청
- 특허청 차장